# Филипп (Перов)

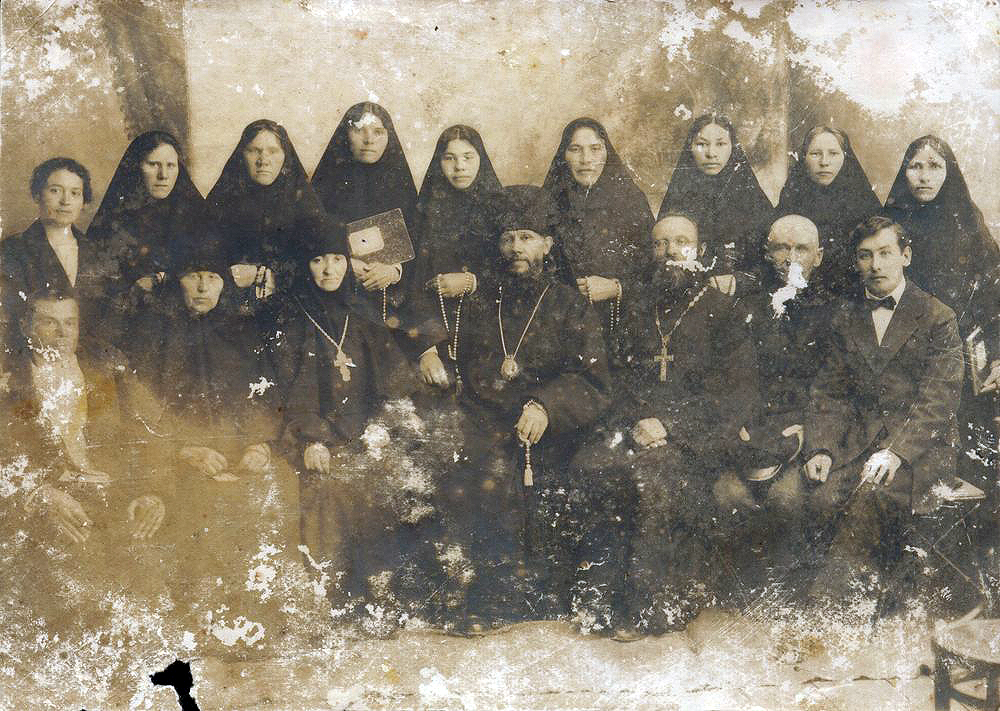
епископ Филипп с протоиереем Иоанном Наровчатским и инокинями Саранского Петропавловского монастыря

Епи́скоп Фили́пп (в миру Николай Иванович Перов; 7 февраля 1877, Калужская губерния — после 1943) — епископ Русской православной церкви, архиепископ Сталинградский и Астраханский.

## Биография
В 1899 году окончил Калужскую духовную семинарию.
С 1899 по 1906 год — надзиратель и преподаватель Калужского духовного училища.
В 1906 году поступил в Демидовский юридический лицей, откуда со второго курса перешёл на юридический факультет Императорского Харьковского университета.
С 1911 года — послушник Калужского Боровского монастыря. В 1912 году принял монашеский постриг, иеромонах Покровского монастыря города Москвы.
14 ноября 1920 года хиротонисан во епископа Валуйского, викария Воронежской епархии.
В 1922 году в связи с неясностью происходящих событий и давлением советских органов уклонился в обновленческий раскол. 15 июля 1922 года записался в группу «Живая церковь»
В своём покаянном заявлении в адрес Патриарха Тихона от 15 сентября 1923 года писал: «В мае 1922 ВЦУ предложило ему Рыбинск — он не имел ясного представления и считал ВЦУ законным, и потому в сентябре 1922 сдал дела в Валуйках и перебрался в Рыбинск. Видя смятение умов, занялся подготовкой верующих к Собору, веря, что он внесет успокоение. Присутствовал лишь на первом заседании, которое постановило лишить Патриарха Тихона святительского сана и монашества. Он оставил Собор, сделав официальное заявление о невозможности подписать такое решение — остался на заседании специально для этого. По данному вопросу он разошелся со своей партией еще на предварительном предсоборном совещании — когда отказался от предложения Красницкого подписать постановление о лишении святительского сана и монашества Патриарха Тихона. В совещании епископов по этому вопросу не участвовал — там участвовали только жившие в общежитии, но на предложение подписать его постановление — отказался, за что уволен на покой».
29 ноября того же года Патриархом Тихоном был определён епископом Нижне-Ломовским, викарием Пензенской епархим. Решительно отказался от какого-либо сотрудничества с обновленцами.
В начале 1927 года он стал епископом Пензенским.
8 июня 1927 года был арестован по обвинению в использовании переписи верующих для контрреволюционных
целей. Пребывал до августа 1927 года в Пензенском исправдоме. Затем два года находился в ссылке.
С февраля 1929 года он правящий епископ Саранский.
Годы управления епископа Филиппа были ознаменованы невиданным давлением властей на духовенство и верующих, массовым насильственным закрытием храмов и монастырей. Архиепископ Филипп постоянно находился под надзором «особых органов» власти.
В марте 1934 года возведён в сан архиепископа.
22 июля 1936 года архиепископа Филиппа арестовали, при обыске не было не обнаружено ни одного предмета, подлежащего изъятию, однако, владыке было предъявлено обвинение в совершении преступления, предусмотренного ст.58-10, ч.2 УК РСФСР, мерой пресечения было назначено заключение в Саранскую тюрьму. Однако 20 августа 1936 года дело было прекращено: «Начальник УНКВД по МАССР утвердил постановление, в котором было предписано дело в отношении Перова Николая Ивановича по обвинению его по ст.58-10, ч.2 УК РСФСР „за недостаточностью собранных данных производством прекратить, из-под стражи немедленно освободить“».
В сентябре 1936 года уволен на покой.
С 15 января 1937 года — архиепископ Сталинградский и Астраханский.
27 июля 1938 года арестован в Саранске. 8 октября 1938 года Особым совещанием при НКВД СССР приговорён к 5 годам ссылки в Казахстан. 26 июля 1943 года освобождён. Дальнейшая судьба неизвестна.